# Lago di Bracciano
Bracciano – jezioro w Mieście Stołecznym Rzym w regionie Lacjum, w środkowych Włoszech. Powierzchnia jeziora wynosi 57,5 km². Głębokość dochodzi do 165 metrów. Jest ono jeziorem wulkanicznym, które powstało poprzez połączenie się kilku wygasłych wulkanów.
Charakteryzuje się ono występowaniem na jego brzegach gorących źródeł.